# Angus McBride
Angus McBride (11 de mayo de 1931 - 15 de mayo de 2007) fue un conocido ilustrador británico.

## Biografía
Nació en Londres, hijo de padres escoceses. Quedó huérfano de madre a los cinco años y de padre a los doce. Se educó en la Canterbury Cathedral Choir School, y fue parte de los Royal Fusiliers; después obtuvo empleo como un artista de publicidad.
Debido al pobre estado económico en el que se hallaba el Reino Unido inmediatamente después de la Segunda Guerra Mundial, McBride consideró necesario migrar a Sudáfrica. En Ciudad del Cabo se convirtió en un artista exitoso y conocido. Sin embargo, sentía que no podía lograr sus metas artísticas en la pequeña industria editorial de Sudáfrica, y en 1961 regresó a Inglaterra. Hizo sus primeros trabajos en revistas educativas.
Como la economía inglesa volvió a decaer en la década de 1970, McBride se trasladó con su familia de nuevo a Ciudad del Cabo, y continuó trabajando con editores británicos y estadounidenses. De ahí volvió a migrar y se radicó en Irlanda. En 1975, empezó a trabajar en la serie Men at Arms de la editorial Osprey Publishing.
Continuó pintando ilustraciones realistas e históricas para Osprey Publishing y más editoriales de historia militar (Concord Publications y otras). En el ramo de la fantasía heroica McBride se hizo famoso por sus ilustraciones para el juego de rol Middle-earth Role Playing, de la editorial estadounidense Iron Crown Enterprises (publicado de 1984 a 1999).
Aunque algunas de sus pinturas están realizadas en óleo, Angus McBride prefería trabajar con gouache en ilustraciones utilizadas como base para ser reproducidas en otros medios (libros, pósters, cromos, juegos, etc.). Para ello creaba numerosos esbozos antes de empezar a pintar.
Angus McBride murió el 15 de mayo de 2007.

## Obras ilustradas
Para Osprey Publishing:
- Men-at-Arms (1977-2007) series
- Elite series
- General Military series
- Warrior series
- Campaign series

Para Iron Crown Enterprises: 
- Middle-earth Role Playing
- Rolemaster Role Playing
- Middle-earth Collectible Card Game

Para Ladybird Horror Classics Series:
- Dracula (1984)
- The Mummy (1985)